# Trachyliopus microphthalma
Trachyliopus microphthalma är en skalbaggsart som beskrevs av Stefan von Breuning 1968. Trachyliopus microphthalma ingår i släktet Trachyliopus och familjen långhorningar.
Artens utbredningsområde är Madagaskar. Inga underarter finns listade i Catalogue of Life.